# Sminge Kloster
Sminge Kloster lå syd for Sminge Sø. Det  blev grundlagt 1165 af cisterciensermunke fra Vitskøl Kloster.  I 1164 skænkede biskop Eskil fra Århus en grund til et cistercienserkloster i Sabro til abbed Henrik fra Vitskøl Kloster. Abbeden fandt ikke beligenheden særlig god, så biskoppen fandt en grund i Sminge i stedet. Klosteret eksisterede dog kun kort tid, da dets jordtilliggende var for lille til at danne grundlag for en klosterøkonomi, og allerede  i 1166 flyttede munkene videre til Veng Kloster, for til sidst i 1172 at ende ved Mossø, hvor de opførte Øm Kloster.
56°12′31″N 9°39′52″Ø / 56.20861°N 9.66444°Ø